# Ligne DEW

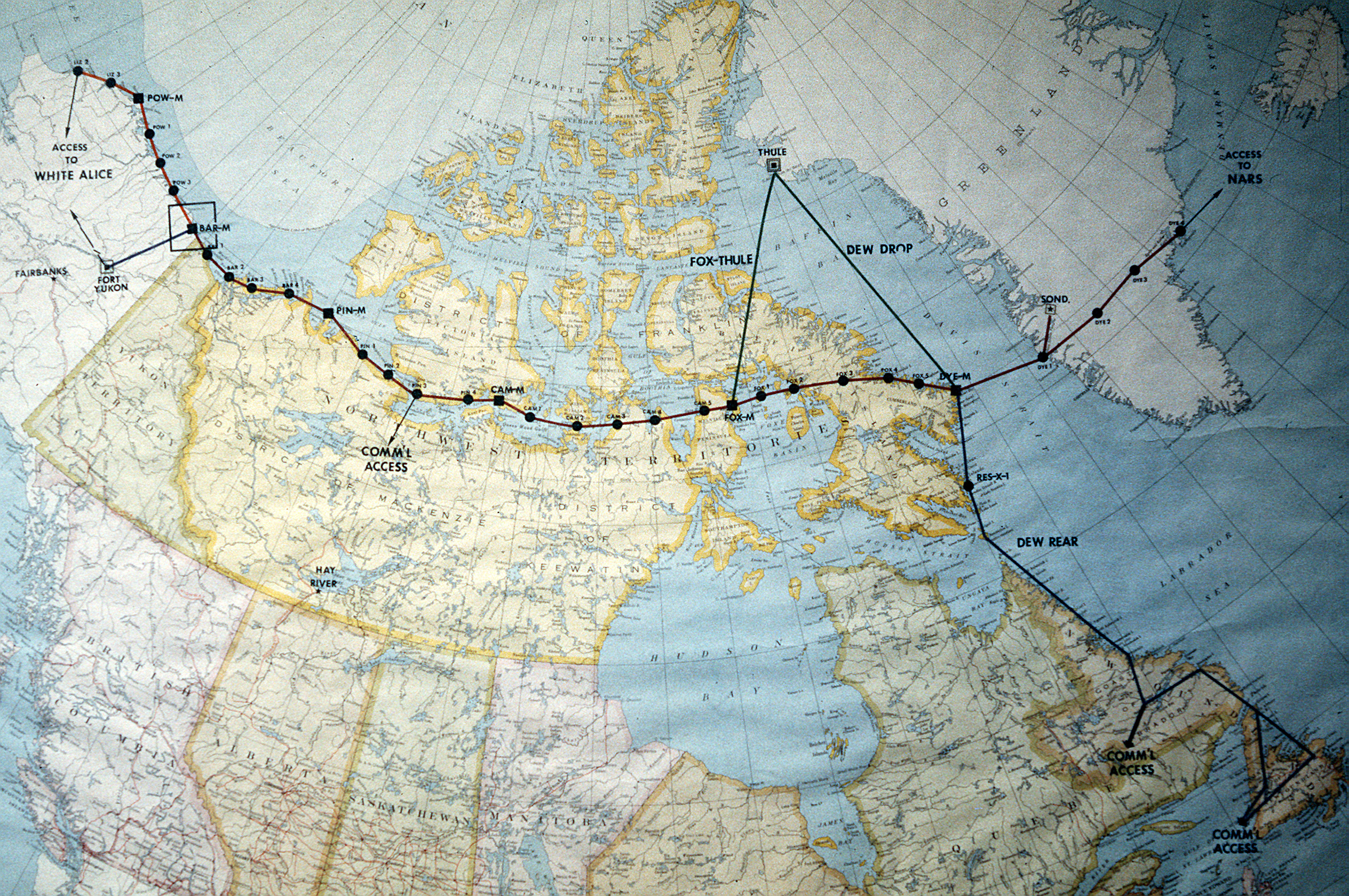
Tracé de la ligne DEW

La ligne DEW — acronyme de Distant Early Warning line, litt. « ligne avancée d'alerte précoce » — était un réseau de stations radar situé dans la partie arctique du Grand Nord canadien, mais également sur la côte nord de l'Alaska, les îles Aléoutiennes, les îles Féroé, le Groenland et l'Islande. Son objectif était de détecter toute tentative d'intrusion soviétique pendant la guerre froide. 
Elle a été construite quand la menace est passée des bombardiers stratégiques aux missiles intercontinentaux. Sa position était censée permettre une détection plus rapide et plus performante que les deux lignes précédentes car elle se trouvait le plus au nord. Elle se révéla cependant moins utile que prévu et ce sont les satellites militaires, ainsi que les radars trans-horizon, qui ont pris le relais. Seulement quelques sites persistent dans son successeur le Système d'alerte du Nord.

## Historique

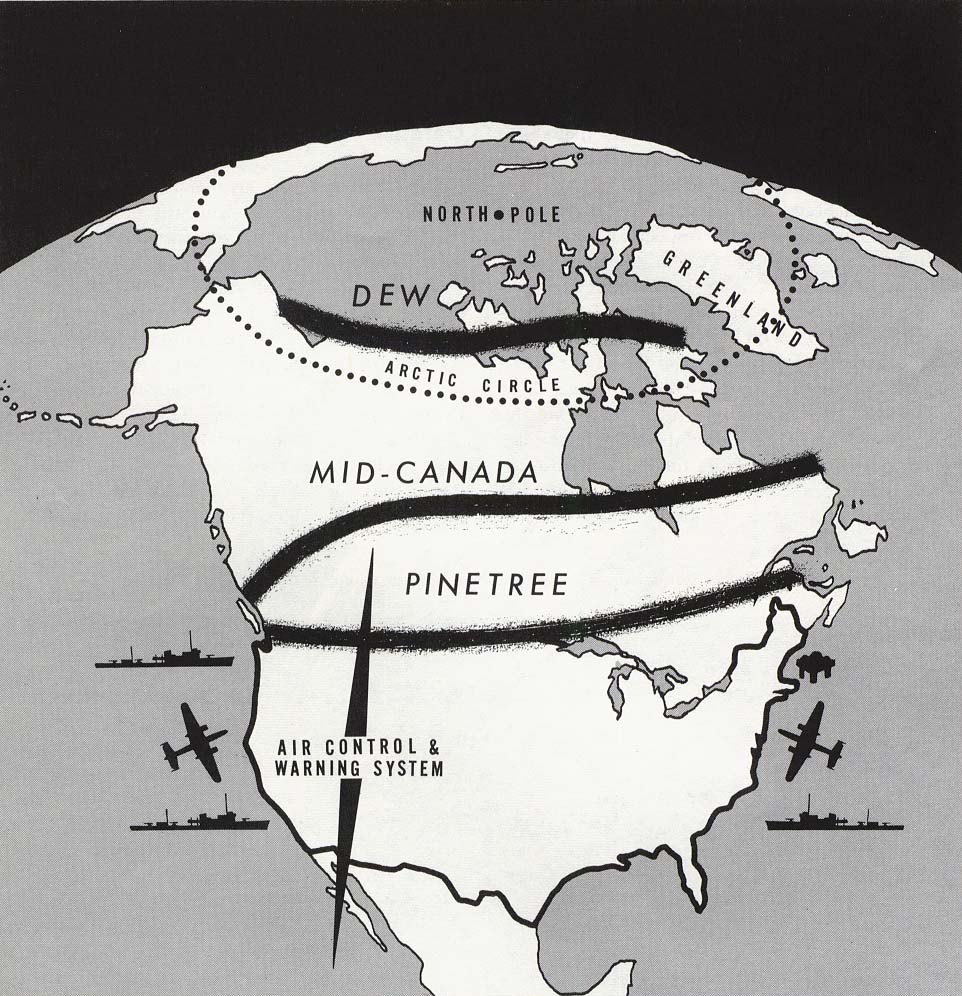
Représentation sommaire des trois lignes de défense en Amérique du Nord en 1960.

Au début de la guerre froide et du développement par l'Union soviétique de leur propre arme atomique, le Canada et les États-Unis commencèrent à craindre une attaque par des bombardiers à long rayon d'action. La ligne Pinetree allant de Terre-Neuve pour finir sur l'île de Vancouver fut construite par le gouvernement canadien dans le cadre du Système de Défense des Airs de l'Amérique du Nord. Le développement de la portée et de la vitesse des bombardiers soviétiques mena à la mise en place de la ligne Mid-Canada, plus au nord, afin d'augmenter le préavis de détection.
Lorsque les progrès de la technologie soviétique rendirent ces deux lignes obsolètes, les gouvernements canadien et américain s'accordèrent le 15 février 1954 sur la construction d'une troisième ligne de stations radars, cette fois-ci dans l'Arctique. Cette ligne devait courir le long du 69e parallèle, à 300 kilomètres au nord du cercle Arctique. Les américains acceptèrent de payer le coût de la ligne tout en utilisant la main-d'œuvre canadienne. La majorité des stations canadiennes sur la ligne DEW étaient sous la responsabilité de l'aviation royale du Canada (Forces canadiennes après 1968) alors que certaines étaient gérées conjointement avec l'United States Air Force.
La construction employa vingt-cinq mille personnes. La ligne était constituée de soixante-trois stations parsemées de l'Alaska à l'île de Baffin, soit sur presque dix mille kilomètres. La construction fut terminée en 1957 et fut considérée comme une merveille technologique. L'année suivante, la ligne devint une pierre angulaire de la nouvelle organisation NORAD de défense aérienne commune et ses informations alimentèrent le programme Semi-Automatic Ground Environment.
Peu après son achèvement, la ligne perdit la plus grande partie de son intérêt en se révélant inefficace contre les ICBM et les attaques par SNLE. Plusieurs stations furent déclassées, mais l'essentiel du dispositif resta actif afin de suivre les activités aériennes soviétiques et d'asseoir la souveraineté canadienne dans l'Arctique.
En 1985, les stations les plus efficaces de la ligne DEW furent améliorées et réunies avec de nouvelles stations au sein du North Warning System. L'automatisation fut augmentée et certaines stations furent fermées. Avec la fin de la guerre froide en 1990 et l'effondrement de l'Union Soviétique, les américains retirèrent tout leur personnel et laissèrent la gestion de toutes les stations canadiennes au Canada, tout en gardant la responsabilité des stations situées en Alaska et au Groenland.
Une controverse intervint entre les États-Unis et le Canada à propos du nettoyage des sites désactivés de la ligne DEW, entre autres dans l'île de Resolution Island (Nunavut). Les stations avaient en effet produit de grosses quantités de déchets dangereux, tout spécialement les polychloro-biphényles (PCB). Alors que les États-Unis insistaient sur le fait qu'il était de la responsabilité du Canada de nettoyer les sites qu'il avait sous sa responsabilité, le gouvernement canadien était en désaccord. En 1996, un accord fut signé dans lequel les États-Unis participèrent à hauteur de 100 millions de dollars pour un coût total de 600 millions.

## Construction
L'amélioration de la technologie soviétique rendit les lignes Pinetree et Mid-Canada insuffisantes pour donner une alerte rapide en cas d'attaque. C'est pourquoi, le 15 février 1954, les gouvernements canadien et américain décidèrent conjointement de bâtir une troisième ligne de stations radar, la ligne DEW. Cette ligne parcourrait les hautes régions arctiques; elle suivrait à peu près une ligne à 69° de latitude, à 300 kilomètres au nord du cercle arctique. 
Avant l'achèvement du projet, les hommes et les femmes ayant la connaissance, la capacité et l'expérience nécessaire furent embauchés par la société Bell Telephone dans les cinquante États américains et plusieurs provinces canadiennes. Une grande partie de la responsabilité de la construction fut déléguée par l'armée américaine sous une étroite supervision. 
Les forces aériennes américaines (USAF) et canadiennes (RCAF) approuvèrent la conception et la construction d'un petit système expérimental afin de déterminer en premier lieu si cette conception était viable. Les conceptions des équipements de détection radar disponibles à cette époque étaient connus comme ne convenant pas au climat arctique. Les prototypes de plusieurs stations furent choisis et bâtis en Alaska et en Illinois en 1953. Peu de conceptions originales de bâtiments ou d'équipement furent retenus, mais ces équipements d'essai démontrèrent que la ligne DEW était faisable. Ils fournirent une base pour les designs finaux de toutes les installations. 
Après avoir réussi la phase expérimentale, les forces aériennes demandèrent à la Western Electric Company d'entamer aussi vite que possible la construction de la ligne DEW. La commande fut passée en décembre 1954, avant que la partie est de la ligne ne fût même déterminée. Les emplacements de la ligne furent définis par John Anderson-Thompson. Les équipes d'arpenteurs couvrirent le terrain, d'abord dans les airs puis à terre, afin de situer par des moyens scientifiques les meilleurs endroits pour les stations principales, auxiliaires et intermédiaires. Ces hommes tenaces travaillèrent sous les conditions rudimentaires. Ils couvrirent de vastes terrains en avion, motoneige et traîneau à chiens. Ils travaillèrent pendant des tempêtes de neige et souvent avec des températures si basses qui les thermomètres ordinaires ne pouvaient pas mesurer la vraie température. Néanmoins, ils réussirent à terminer le projet en avance. La ligne consistait en 63 stations qui s'étirèrent de l'Alaska à l'île de Baffin, sur à peu près 10 000 kilomètres. Les États-Unis payèrent pour la construction de la ligne. Ils promirent d'embaucher autant de Canadiens que possible.   
La date cible pour achever la ligne DEW était 31 juillet 1957.

## Caractéristiques

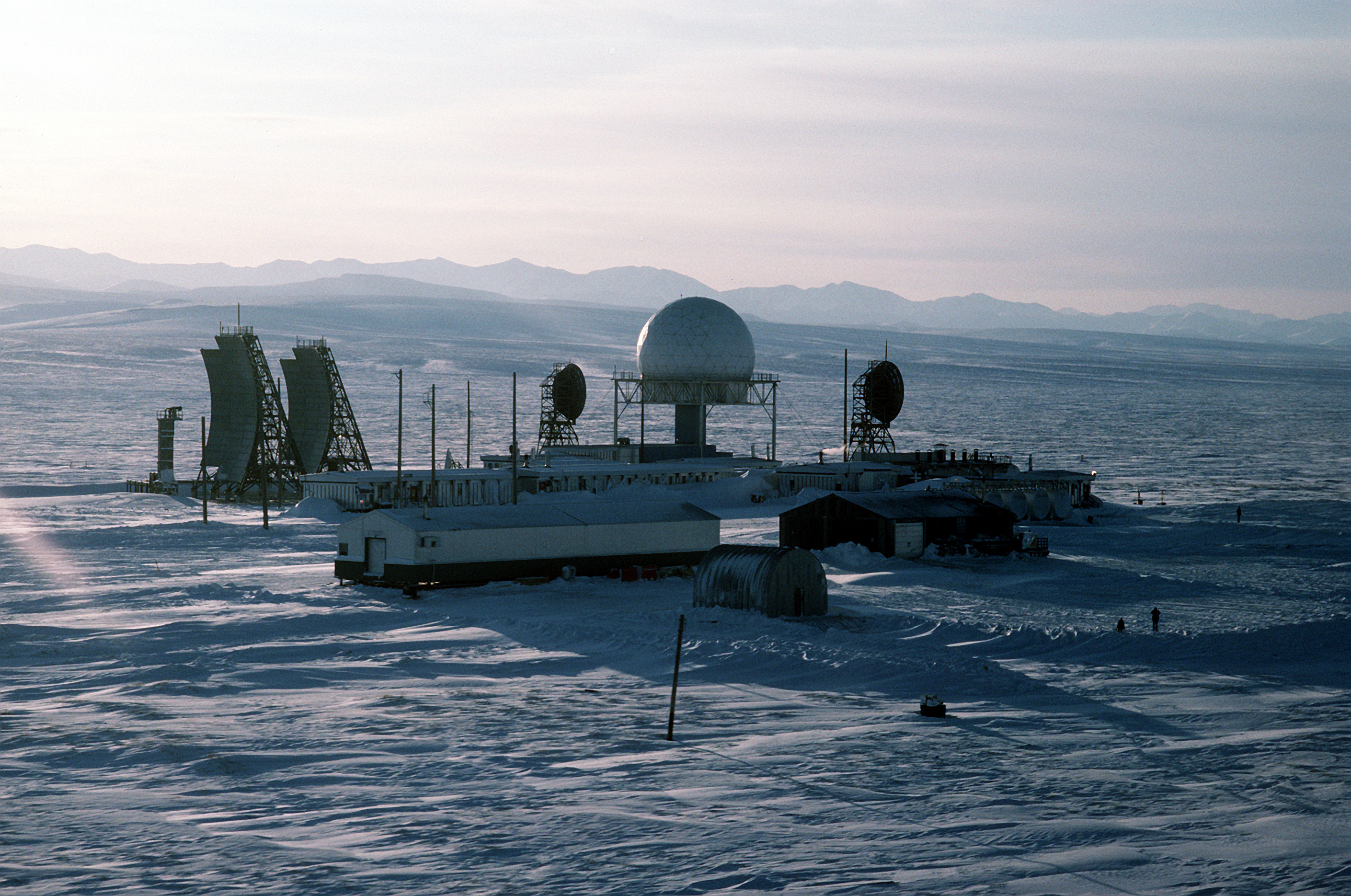
Station de la ligne DEW à Point Lay en Alaska en 1987.

Lorsque la ligne DEW fut mise en pleine opération, il y avait trois types différents de stations : 
- les petites stations automatiques qui étaient inspectées par avion pendant les mois d'été ;
- les stations intermédiaires avec pour personnel un commandant, un cuisinier et un mécanicien ;
- les grandes stations avec un nombre d'employés variable et qui pouvaient contenir une bibliothèque, une salle de cinéma, ainsi que d'autres distractions.

Les stations utilisaient un certain nombre de radars AN/FPS-19 grande-ondes. Les intervalles entre les stations étaient scrutés par des radars Doppler AN/FPS-23 directionnels, similaires à ceux qui avaient équipé la ligne Mid-Canada quelques années plus tôt. Les stations étaient interconnectées par une série de systèmes de communication radio diffusant par la troposphère.

## Perception canadienne du projet

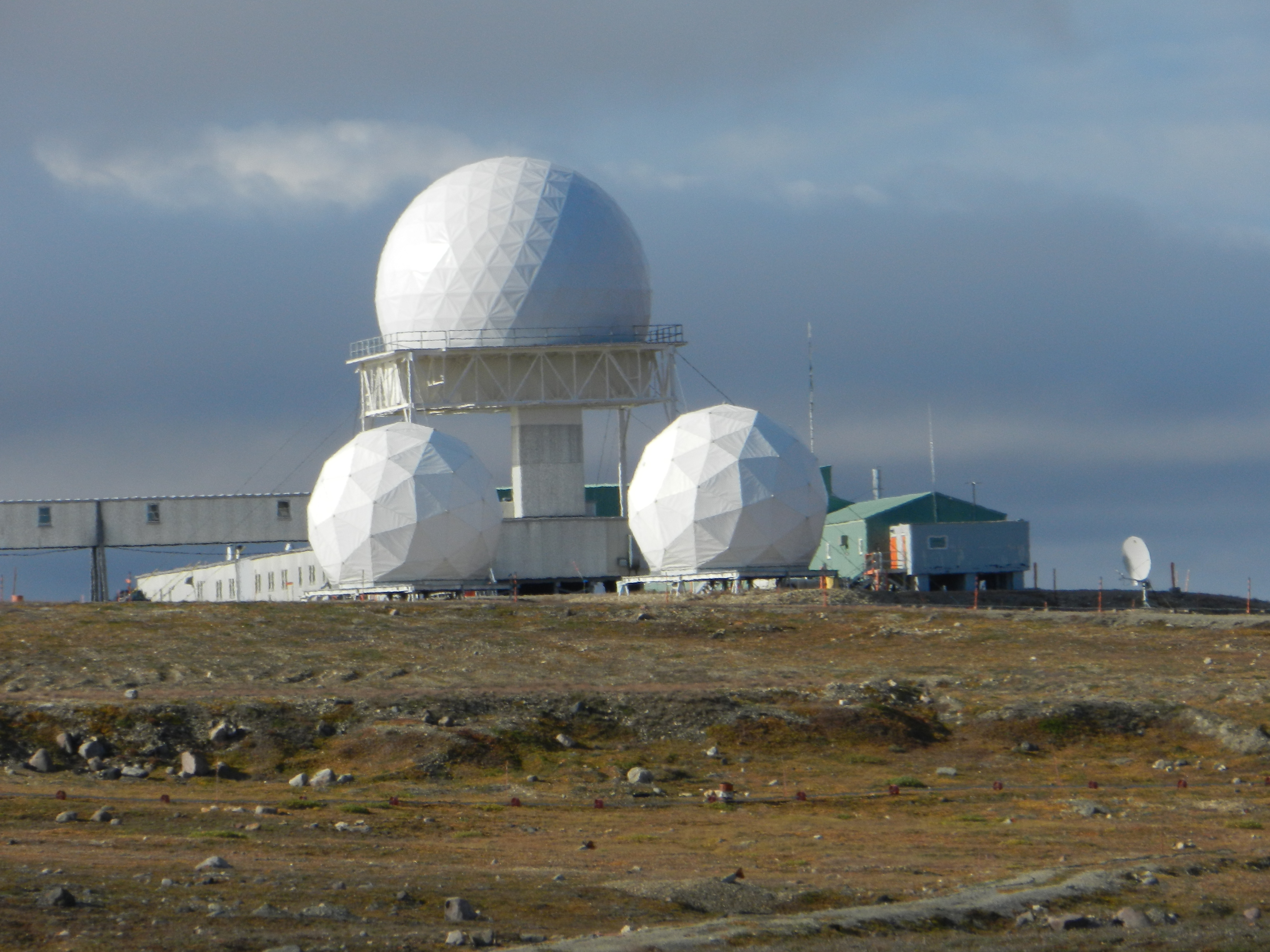
Site radar désaffecté de Cambridge Bay en 2010.

Depuis le début du développement de l'idée de la ligne DEW, les inquiétudes canadiennes concernant la perception politique du projet augmentèrent. L'historien canadien renommé P. Whitney Lackenbauer fit valoir que le gouvernement canadien ne voyait aucune valeur intrinsèque dans l'Arctique, mais la peur de l'américanisation du nord et le passage des militaires américains dans le cercle arctique provoqua des changements significatifs dans la politique canadienne à propos l'Arctique. Ce changement entraîna un rôle accru des militaires canadiens. La responsabilité de ce territoire fut cédée par la Gendarmerie royale du Canada aux Forces canadiennes. Cette "défense active" consista en trois éléments: minimiser la présence des Américains dans l'Arctique canadien, augmenter l'influence du gouvernement canadien dans le projet de la ligne DEW et la pleine participation du Canada dans la défense de l'Arctique. 
Les problèmes de financement de la ligne DEW jouèrent un rôle dans la perception du projet. L'investissement américain dans l'opération de la ligne DEW diminua avec la menace des missiles balistiques intercontinentaux, mais le Canada ne combla pas le manque avec un investissement correspondant. En 1968, une étude du département canadien de la défense nationale fit valoir qu'aucun financement supplémentaire ne serait assuré par le gouvernement.   
L'impact culturel de la ligne DEW au Canada fut immense. La ligne DEW est un lien entre le sud du pays et le haut arctique, naguère éloigné, et a permis une meilleure intégration des Inuits dans la politique du Canada. La construction et le fonctionnement de la ligne DEW fournirent une opportunité pour un développement économique limité de la région arctique. Cela donna un élan au développement futur de la région. Bien que la construction de la ligne DEW fut majoritairement effectué par les Américains, une grande partie du développement ultérieur fut canadien. La protection des sites historiques est actuellement un sujet de débat au Canada et en Alaska. Ce débat se poursuit depuis la désactivation de la majorité des sites. Plusieurs historiens canadiens réclamèrent la préservation des sites de la ligne DEW.